# Dolores Hope
Dolores Hope, DC*SG (Nova Iorque, 27 de maio de 1909 - Los Angeles, 19 de setembro de 2011) foi uma cantora e filantropa estadunidense. Ela era esposa do ator e comediante Bob Hope.

## Biografia
Ela nasceu Dolores DeFina em 27 de maio de 1909, na cidade de Nova York e cresceu no Bronx. Durante a década de 1930, cantou em boates usando o nome artístico de Dolores Reade e conheceu Bob Hope quando ele assistiu a um show em Nova York. Após um breve namoro, eles se casaram em 1934.
No final dos anos 1940, Dolores começou a se apresentar nas famosas viagens de seu marido ao exterior para entreter as tropas americanas e, mais tarde, cantou em muitos de seus especiais de televisão da NBC.

## Fortuna e filantropia
No final dos anos 1960, os Hopes doaram 80 acres de terra perto de sua propriedade em Palm Springs para a construção do Centro Médico Eisenhower em Rancho Mirage, inaugurado em 1971. Ela atuou como presidente do conselho do centro durante anos, e arrecadou milhões em fundos por meio do torneio anual de golfe profissional que durante anos levou seu nome.
Grande parte de sua fortuna vinha de vastas propriedades no Vale de São Fernando. Com a morte de Bob Hope, sua riqueza foi estimada em até US$ 500 milhões.

## Morte

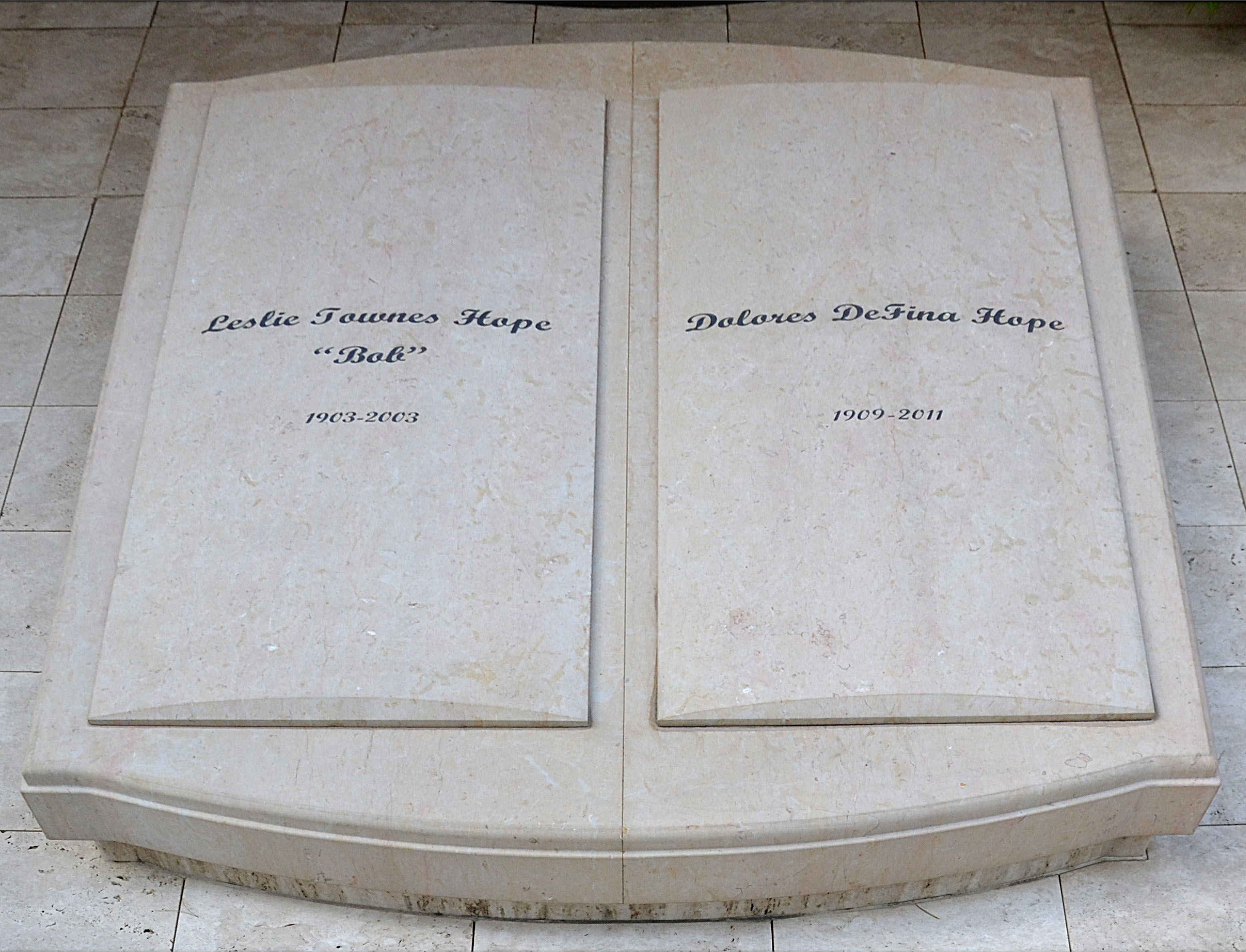
Os túmulos de Bob e Dolores Hope no Jardim Memorial Bob Hope na Missão San Fernando.

Ela morreu de causas naturais em sua casa em Toluca Lake, Califórnia, em 19 de setembro de 2011. Dolores estava com saúde relativamente boa até alguns meses antes de sua morte.